# 福山市立大谷台小学校
福山市立大谷台小学校（ふくやましりつ おおたにだいしょうがっこう）は、広島県福山市大門町大字大門に存在する小学校である。

2008年に創立20周年となった。

## 沿革

### 分離独立以前
- 1979年（昭和54年）4月 - 福山市立幕山小学校が、福山市立坪生小学校と福山市立大津野小学校の児童増加対策として分離独立。[2][3][4]

### 分離独立以後
- 1989年（平成元年）4月 - 福山市立大谷台小学校が、福山市立幕山小学校の児童増加対策として分離独立。[2]
- 1989年（平成元年）5月 - 福山市立大谷台小学校、ランチルームを公開。
- 1989年（平成元年）8月 - 同校のプールが完成。
- 1990年（平成2年）1月 - 同校の校歌を制定。
- 1991年（平成3年）2月 - 同校の南棟東側増築校舎が完成。
- 1993年（平成5年）4月 - 文部省が、同校を体力づくり推進校に指定。
- 1993年（平成5年）10月 - 同校の開校5周年記念行事を挙行。
- 1994年（平成6年）1月 - 同校の開校5周年記念講演会を開催。

## 校歌
- 藤井文夫が作詞者で、三好啓士が作曲者である。[5]

## 学区

### 通学区域
特別な事情がない限り、以下の地域の児童全員が同校に通学することとなっている。
- 幕山台五丁目の全域
- 大谷台一丁目の全域
- 大谷台二丁目の全域
- 大谷台三丁目の全域
- 大門町大字大門一部

### 中学校
- 特別な事情がない限り、同校の児童全員が福山市立東朋中学校に進学することとなっている。[7]

## 学区の地理

### 地理歴史
学校の位置する大谷台地区は、福山市東部の丘陵地に開かれた新興住宅地である。丘陵地の向こう側は笠岡市であり、同市用之江・有田と接する。学校は地区の東部・山の中腹（海抜約180m）に位置し、周りを山と林に囲まれている。

### 主要施設
- 大谷台桜公園[8]
- 荒神社[8]
- 大谷台交流館[8]
- 大谷台中央公園
- 大谷台東公園
- 大谷台北公園
- 福山東太陽霊園

### 自然景観
- 水越山[8]
- 馬鞍山[8]

### 教育機関
学区内に大谷台小学校以外の教育機関は存在しない。隣接する幕山台7丁目には福山市立東朋中学校がある。

## アクセス

### 鉄道
- JR西日本山陽本線における最寄駅は、大門駅である。
  - 所在地は、広島県福山市大門町大字大門である。
  - 大門駅から同校への所要時間は、自動車で15分程度である。
- 井原鉄道における最寄駅は、御領駅である。
  - 所在地は、広島県福山市神辺町大字下御領である。
  - 御領駅から同校への所要時間は、自動車で25分程度である。

### 路線バス
- 福山駅方面へ運行されるバスの最寄バス停は、中国バス大谷台小学校である。
  - 所在地は、同校から徒歩で10分程度の福山市道である。
  - JR西日本山陽本線福山駅から、大谷台小学校までの所要時間は30分程度である。
- 大門駅方面へ運行されるバスの最寄バス停は、中国バス幕山台六丁目である。
  - 所在地は、同校から徒歩で20分程度の福山市道である。
  - JR西日本山陽本線大門駅から、幕山台六丁目までの所要時間は5分程度である。